# رمزی ایا
رمزی ایا (انگلیسی: Ramzi Aya؛ زادهٔ ۸ فوریهٔ ۱۹۹۰) بازیکن فوتبال اهل ایتالیا است.
از باشگاه‌هایی که در آن بازی کرده‌است می‌توان به باشگاه فوتبال رجانا و باشگاه فوتبال فیورنتینا اشاره کرد.
وی همچنین در تیم ملی فوتبال زیر ۲۰ سال ایتالیا بازی کرده‌است.